# سد بمپسا
سد بمپسا (به پرتغالی: Barragem de Bemposta) یک سد و نیروگاه برقابی در پرتغال است که در استان سامرا واقع شده‌است.